# Heilig Hartkerk (Hoboken)

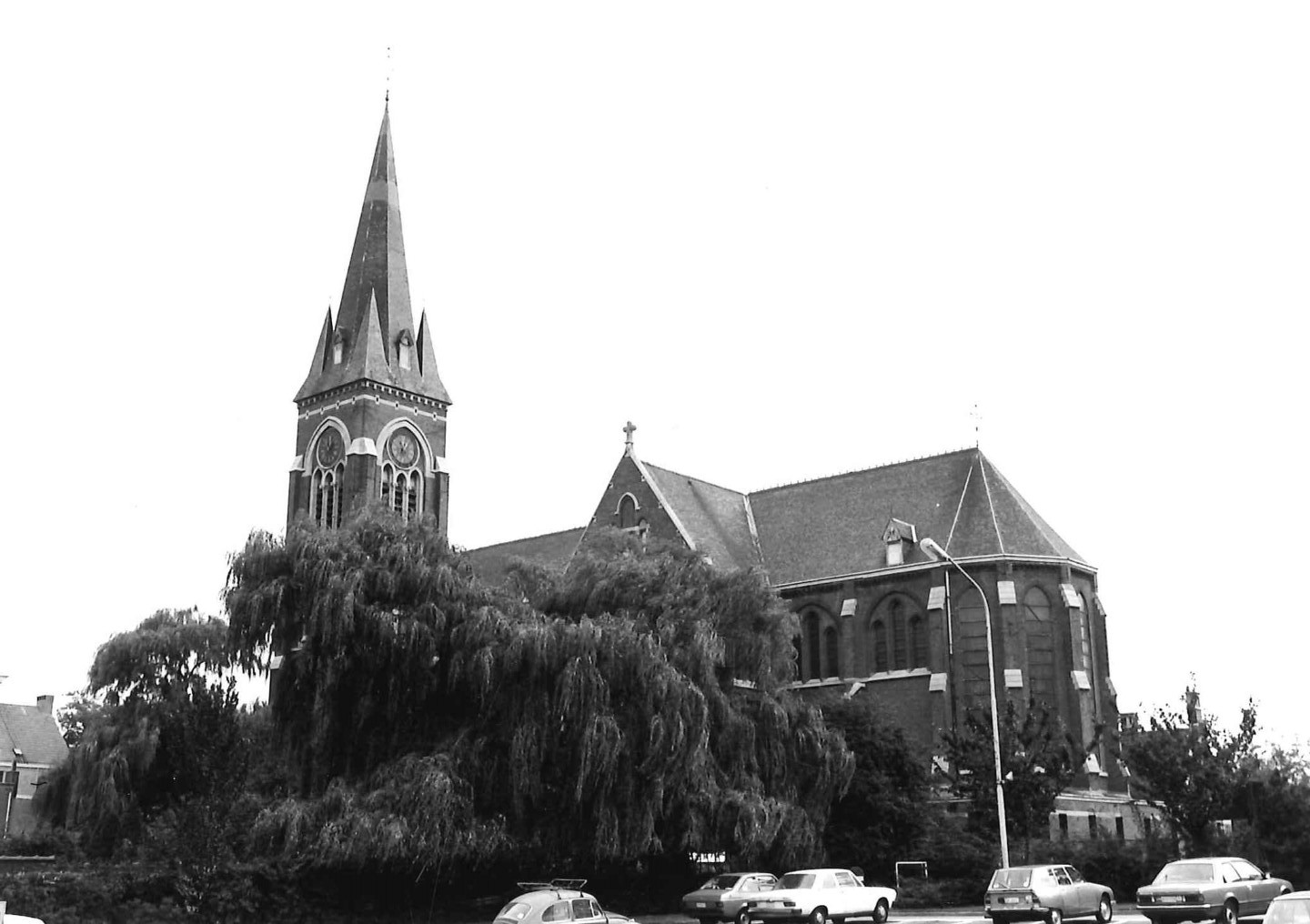
Heilig Hartkerk

De Heilig Hartkerk is een parochiekerk in de tot de gemeente Antwerpen behorende plaats Hoboken, gelegen aan de Krugerstraat 107.
Deze naar het zuidwesten georiënteerde kerk werd in 1910 gebouwd naar ontwerp van Triphon De Smet en François Van Rompaey.
De neogotische kerk is opgetrokken in baksteen met gebruik van natuursteen voor decoraties. Er is een voorgebouwd portaal, links geflankeerd door een achtkante traptoren. Aan de noordoostzijde bevindt zich een naastgebouwde toren met naaldspits, voorzien van vier kleine zijspitsen.